# Карл Албрехт III (Хоенлое-Валденбург-Шилингсфюрст)
Карл Албрехт III Филип Йозеф фон Хоенлое-Валденбург-Шилингсфюрст (на немски: Karl Albrecht III Philipp Joseph Fürst zu Hohenlohe-Waldenburg-Schillingsfürst; * 28 февруари 1776, Виена; † 15 юни 1843, Бад Мергентхайм) е 4. княз на Хоенлое-Валденбург-Шилингсфюрст.

## Биография
Той е най-големият син на княз Карл Албрехт II фон Хоенлое-Валденбург-Шилингсфюрст (1742 – 1796) и втората му съпруга унгаската баронеса Юдит Анна Франциска Ревицки де Ревисние (1753 – 1836). По-малките му братя са Франц Йозеф (1787 – 1841), 5. княз на Хоенлое-Шилингсфюрст, и Александер (1794 – 1849), титулярен епископ на Сердика (Сардика), абат на Св. Михаел, Унгария.
През 1807 г. е наследствената подялба на Хоенлое-Валденбург-Шилингсфюрст (вюртембергска линия) и Хоенлое-Валденбург-Шилингсфюрст (баварска линия).
Карл Албрехт III фон Хоенлое-Валденбург-Шилингсфюрст умира на 67 години на 15 юни 1843 в Бад Мергентхайм и е погребан във Валденбург.

## Фамилия
Първи брак: на 11 юли 1797 г. в Мюнхен с принцеса Мария Елизабет Августа фон Изенбург-Бюдинген-Бирщайн (* 8 септември 1779; † 1 април 1803), дъщеря на принц Фридрих Вилхелм фон Изенбург-Бюдинген (1730 – 1804) и графиня Каролина Франциска фон Паркщайн (1762 – 1816), извънбрачна дъщеря на курфюрст Карл Теодор фон Пфалц. Те имат три деца, от които само една дъщеря пораства:
- дете (*/† 2 декември 1798)
- Каролина Фридерика (* 1 февруари 1800, Купферцел; † 28 февруари 1857, Фюрстенфелд), омъжена в Манхайм на 27 декември 1823 г. за фрайхер Густав фон Коестер († 13 юли 1873, Мюнхен)
- дете (*/† 26 февруари 1802)

Втори брак: на 30 май 1813 г. в Хайлигенберг с Мария Леополдина фон Фюрстенберг (* 4 септември 1791; † 10 януари 1844), дъщеря на Карл Алоис фон Фюрстенберг (1760 – 1799) и принцеса Мария Елизабет фон Турн и Таксис (1767 – 1822), дъщеря на княз Александер Фердинанд фон Турн и Таксис (1704 – 1773). Те имат четири деца:
- Фридрих Карл I Йозеф (* 5 май 1814, Щутгарт; † 26 декември 1884, Купферцел), 5. княз на Хоенлое-Валденбург-Шилингсфюрст, женен в Лангенбург на 26 ноември 1840 г. за принцеса Тереза фон Хоенлое-Шилингсфюрст (* 19 юни 1816; † 7 януари 1891)
- Катарина (* 19 януари 1817, Щутгарт; † 15 февруари 1893, Фрайбург), омъжена I. на 8 май 1838 г. за граф Франц Ервин фон Ингелхайм († 6 юли 1845); II. на 14 март 1848 г. в Купферцел за княз Карл фон Хоенцолерн-Зигмаринген (1785 – 1853)
- Карл Стефан Фридрих Кристиан Егон (* 20 април 1818, Карлсруе; † 5 януари 1875, Линц), женен във Виена на 19 март 1866 г. за графиня Тереза Меравиглия-Кривели (* 6 юни 1836, Милано; † 24 ноември 1918, Траунщайн)
- Егон Карл Франц Йозеф (* 4 юли 1819, Донауешинген; † 11 януари 1865, Венеция), женен в Дуино на 29 септември 1849 г. за графиня Тереза фон Турн-Хофер-Валсасина (* 13 юни 1815, Виена; † 4 ноември 1893, Дуино)